# Camaretas
Camaretas o Las Camaretas es una población de la provincia de Soria, partido judicial de Soria, comunidad autónoma de Castilla y León, España. Creada como urbanización de Golmayo, desde el año 2014 se considera núcleo de población del municipio del mismo nombre a efectos estadísticos.

## Demografía
Hasta 2014 su población estaba incluida en la de la localidad de Golmayo. Habitantes (INE): 2139 (2023) concentrados en el núcleo principal. Es el núcleo de población con más habitantes del municipio.

## Historia

### Toponimia
Del latín vulgar camara (lat. camera), la explicación que puede ofrecerse de este nombre es relacionarlo con la forma del terreno e indicar que es un lugar dividido en pequeñas cámaras. Según el Diccionario de Autoridades: “En los Lugares llaman así a las piezas que tienen destinadas para recoger y guardar los granos, y otras semillas. (...) quiere decir lugar o cámara donde algo está guardado: el vocablo es antiguo ya que a penas tiene uso. Aunque hoy en el lugar que ocupó este despoblado no se hallen restos de construcciones que lo justifiquen, ésta podría ser otra hipótesis para explicar su origen, teniendo en cuenta, además, que, en La Rioja, García de Diego” recoge camarate, 'desván'. 
Camaretas, por lo tanto, podría ser considerado como una forma en diminutivo del sustantivo cámara (formado con el sufijo diminutivo —eta, que es una de las formas del sufijo -ittu en Aragón), o como una transformación de camarate por etimología popular en camareta(-s).

### Edad Media y Moderna
Existió un despoblado con el nombre de Camaretas o Las Camaretas en el término de Golmayo, del que no se recuerda el pueblo ni se localizan los restos del mismo pero del que se conservaba el nombre de Camaretas para un paraje al norte de Golmayo, atravesado por la carretera de Soria.  Más que despoblado sería un heredamiento, según aparece recogido en la documentación histórica.
A mediados del siglo XV era señor del heredamiento de Camaretas Hernán Bravo de Lagunas, I Señor de Almenar, del lugar de Pomar y de los términos redondos de la Pica y Vurulejo, por merced de don Juan II de Castilla, en premio a sus servicios como embajador en Portugal. Permaneció pocos años en posesión de esta familia ya que a finales del siglo XV los Reyes Católicos confirmaron la ampliación de mayoradgo decidida por el regidor Juan de Torres, en la que se incluía el lugar de Fuenteazán, el molino de La Tenna, la Casa del Collado y los heredaminentos de Segoviela, Ribamilanos, Sinova, Santa Catalina, Las Camaretas y Fuentetopo (Vid. AGS, RGS, IV-1491, fol. 8). Esto supuso la despoblación de Camaretas y de muchos de esos territorios debido básicamente por la cercanía de unos pueblos con otros y el aprovechamiento de la nobleza local que favorecían su despoblación o se apropiaban de su jurisdicción, convirtiéndolas en términos redondos y ellos mismos en pequeños señores de vasallos.
En el siglo XVIII en la  Descripción histórica del obispado de Osma aparece como despoblado perteneciente a Villaciervos, formando parte del Arciprestazgo de Rabanera.

### La urbanización
A finales del siglo XX en el paraje conocido como Camaretas, en cuyos terrenos iban a situarse las instalaciones de la universidad de Soria, comenzó a construirse la urbanización como núcleo anejo a Golmayo. El espectacular aumento de la población ha supuesto que la urbanización haya focalizado la mayoría de los servicios e instalaciones del municipio en detrimento del núcleo original de Golmayo, adquiriendo autonomía como unidad de población independiente dentro del municipio desde 2014 a efectos estadísticos.

## Lugares de interés
- Iglesia parroquial del Espíritu Santo: moderno edificio inaugurado en 2014 que destaca por sus volúmenes cúbicos y su torre que emerge sobre el horizonte de la población.
- Centro Comercial Camaretas, inaugurado 23 de noviembre de 2005, es el primer centro comercial de la provincia de Soria.

## Fiestas
- Fiestas de Camaretas: celebradas el segundo fin de semana de julio.

## Servicios e instalaciones
- CEIP Gerardo Diego
- Escuela infantil
- Escuela Municipal de Música
- Centro Cívico y Biblioteca
- Centro de salud
- Polideportivo